# Montreux III
Montreux III est un album du pianiste de jazz Bill Evans paru en 1976.

## Historique
Cet album, produit par Helen Keane, a été initialement publié en 1976 par Fantasy Records (F 9510). Il a été enregistré en public au casino de Montreux (Suisse), le 20 juillet 1975, dans le cadre du Festival de Jazz de Montreux. L'ingénieur du son était John Timperley. Le remastering a été réalisé par Don Cody.

## Titres de l’album
| No | Titre                 | Auteur                                  | Durée |
| -- | --------------------- | --------------------------------------- | ----- |
| 1. | Elsa                  | Earl Zindars                            | 7:28  |
| 2. | Milano                | John Lewis                              | 4:40  |
| 3. | Venutian Rhythm Dance | Clive Stevens                           | 4:27  |
| 4. | Django                | John Lewis                              | 6:18  |
| 5. | Minha (All Mine)      | Francis Hime                            | 4:11  |
| 6. | Driftin'              | Dan Haerle                              | 5:12  |
| 7. | I love you            | Cole Porter                             | 6:38  |
| 8. | The Summer Knows      | Michel Legrand, Boris & Marilyn Bergman | 3:24  |

## Personnel
- Bill Evans : piano, Fender Rhodes
- Eddie Gomez : contrebasse

## À propos de l'album
Bill Evans a fait sa tournée européenne d'été 1975 de Bill Evans en duo avec Eddie Gomez. Le batteur Eliot Zigmund avait déjà intégré le trio mais avait d'autres engagements au même moment.